# Pivovar Ostravar
Pivovar Ostravar is een Tsjechische brouwerij in Ostrava te Moravië-Silezië.

## Geschiedenis
De brouwerij werd opgericht op 24 oktober 1897 en in 1898 werd het eerste bier geproduceerd. Na de Tweede Wereldoorlog werd de brouwerij eigendom van de Tsjechoslowaakse staat. De brouwerij werd gerenoveerd en gemoderniseerd. Na de val van het communisme werd de brouwerij in 1997 onderdeel van Pražské pivovary,a.s., eigendom van de Britse firma Bass. Toen Bass besloot uit de brouwindustrie te stappen, kwam de groep in 2000 in handen van Interbrew (het huidige AB InBev). In oktober 2009 verkocht AB InBev alle Oost-Europese brouwerijen aan CVC Capital Partners, die deze onderbracht in een nieuwe firma StarBev. In april 2012 werd StarBev op zijn beurt verkocht aan de Noord-Amerikaanse brouwerijgroep Molson Coors en kreeg de naam Molson Coors Central Europe. (vanaf 2013 Molson Coors Europe).

## Bieren
- Ostravar Premium, blonde lager, 5,1%
- Ostravar Original, blonde lager, 4,2%
- Ostravar Nefiltr, blonde lager, ongefilterd, 5,1%

## Trivia
- Het ijshockeystadion Ostravar Aréna is naar de brouwerij vernoemd.